# 해럴드 1세
토끼발 하랄드(고대 노르드어: Haraldr Herafótr, 영어: Harold Harefoot, 덴마크어: Harald Harefod, 1015년경 ~ 1040년 3월 17일)은 잉글랜드의 통치자(재위: 1037년 ~ 1040년)이다. "크누트의 아들 하랄드"라는 뜻의 하랄드 크누트손(고대 노르드어: Haraldr Knútsson, 영어: Harold Canuteson)이라고도 한다.
그의 별명인 "토끼발"은 그가 사냥중에 보여준 뛰어난 실력과 재빠른 몸놀림에서 비롯되었다고 한다. 그는 잉글랜드와 덴마크 그리고 노르망디의 통치자였던 크누트 대왕과 엘지푸 사이에서 태어났다고 하나 그의 왕위 정통성을 부정하는 입장에서는 그가 크누트 대왕의 자손이라는 사실에 의문을 제기하기도 한다.

## 왕으로의 추대
크누트 대왕이 사후, 하랄드의 동생이였던 하레크누트는 잉글랜드, 덴마크, 노르웨이 왕좌의 정통 계승자였으나 당시 노르웨이를 사실상 통치하고있던 마그누스 1세와 스웨덴 왕 아눈드 야코브 등의 군사적 위협으로 인하여 잉글랜드로 대관식을 하기 위해 갈 수 없는 형편이였다. 당시 레오프릭 백작과 템스강 북부의 모든 대귀족들, 그리고 런던에 체류중이던 귀족들은 하레크누트의 부재가 장기화되자 하랄드를 임시 섭정으로 내세우기로 합의하고 웨식스 백작 고드윈과 크누트 대왕의 왕비였던 노르망디의 에마의 반대에도 불구하고 그를 섭정으로 추대하였고, 얼마후에는 왕으로 추대하였다.

## 앨프레드
에설레드 2세의 아들이였던 앨프레드는 그의 형인 에드워드와 함께 약간의 군사들과 함께 망명지인 노르망디에서 잉글랜드로 돌아왔다.
엥글로 색슨 연대기에 따르면 그는 윈체스터에 있던 그의 어머니인 에마를 만나기 위하여 왔다고 하나 앨프레드에게는 다른 이유가 있었던 것으로 추측된다.
그러나 그는 곧 '하랄드의 충성스러운 부하들'에게 붙잡혀 처형되었고 에드워드는 다시 노르망디로 돌아갔다.

## 죽음
하랄드는 하레크누트가 잉글랜드를 침공을 준비중이던 1040년 3월 17일에 옥스포드에서 사망하였다. 그는 웨스트민스터 사원에 묻혔다. 사망소식을 듣고 잉글랜드에 도착한 하레크누트가 왕위에 오른 후 부관참시해서 템스강에 버렸다. 후에 그의 지지자들은 사체의 몸을 수습하는데 성공하여 웨스트민스터에 있는 세인트 클레멘트 데인스 교회에 매장하였다. 엥글로색슨 연대기에 따르면 하랄드 통치기간은 4년 16주라고 하며 이는 그가 크누트 대왕이 죽고 2주 후에 왕으로 추대되었음을 의미한다.

## 하랄드의 가족들
하랄드는 앨프윈이라는 아들이 있었다고 전해지며 왕비는 누구인지 알려져 있지 않다. 그의 어머니는 1040년 이후의 기록이 없다.